# Remedios Varo
Remedios Varo Uranga, född 16 december 1908 i Anglés i Spanien, död 8 oktober 1963 i Mexico City, var en spansk surrealistkonstnär som arbetade i Spanien, Frankrike och Mexiko.
Varos far var hydraultekniker, han uppmuntrade Varos artistiska talang, lät henne kopiera hans tekniska ritningar och gav henne böcker om mysticism och filosofi. Redan som femtonåring skrevs Varo in som elev vid konstskolan Real Academia de Bellas Artes de San Fernando i Madrid.
Varo bodde ett år i Paris, innan hon flyttade till Barcelona där hon arbetade för Thompson Advertising Firm. 
Hon engagerade sig mot fascisterna i Spanska inbördeskriget, innan hon flydde till Paris. År 1940 ockuperades Frankrike av Nazityskland, och Varo flydde till Mexiko, tillsammans med sin make, den franske poeten Benjamin Péret. De var gifta åren 1937–1947.
Det var först under de sista 13 åren av sitt liv som Varo hade medlen att ägna sig ostört åt sin konst.
År 1963 dog hon av en hjärtinfarkt. År 1971 organiserade Museo de Arte Moderno i Mexico City en retrospektiv utställning av Varos konst. Utställningen lockade den största publiken i museets historia - större än för Diego Rivera och Jose Clemente Orozco.